# Goseong (Gangwon)
Der Landkreis Goseong (kor.: 고성군, Goseong-gun) befindet sich in der Provinz Gangwon-do in Südkorea. Der Verwaltungssitz befindet sich in der Stadt Goseong-eup. Der Landkreis hat eine Fläche von 660 km² und eine Bevölkerung von 28.392 Einwohnern im Jahr 2019.
Vor dem Waffenstillstand von 1953, mit dem der Koreakrieg beendet wurde, war Goseong (nördlich des 38. Breitengrads) ein Teil Nordkoreas. Kaesŏng, das vor 1953 südlich des 38. Breitengrads und Teil Südkoreas lag, wurde nach dem Waffenstillstand Teil des Nordens.

Lage des Landkreises in Gangwon-do